# En-men-gal-ana
En-men-gal-ana  de Bad-tibira fue el cuatro rey predinástico de Sumer (antes de ca. 2900 BC), según la Lista Real Sumeria. Su sucesor fue Dumuzid el pastor.